# أديل لاسي
أديل لاسي (بالإنجليزية: Adele Lacy)‏ هي ممثلة أمريكية، ولدت في 8 سبتمبر 1910 في منيابولس في الولايات المتحدة، وتوفيت في 3 يوليو 1953 في مدينة مكسيكو في المكسيك.

## وصلات خارجية
- أديل لاسي على موقع IMDb (الإنجليزية)
- أديل لاسي على موقع قاعدة بيانات الفيلم (الإنجليزية)